# Орион (взрыволёт)

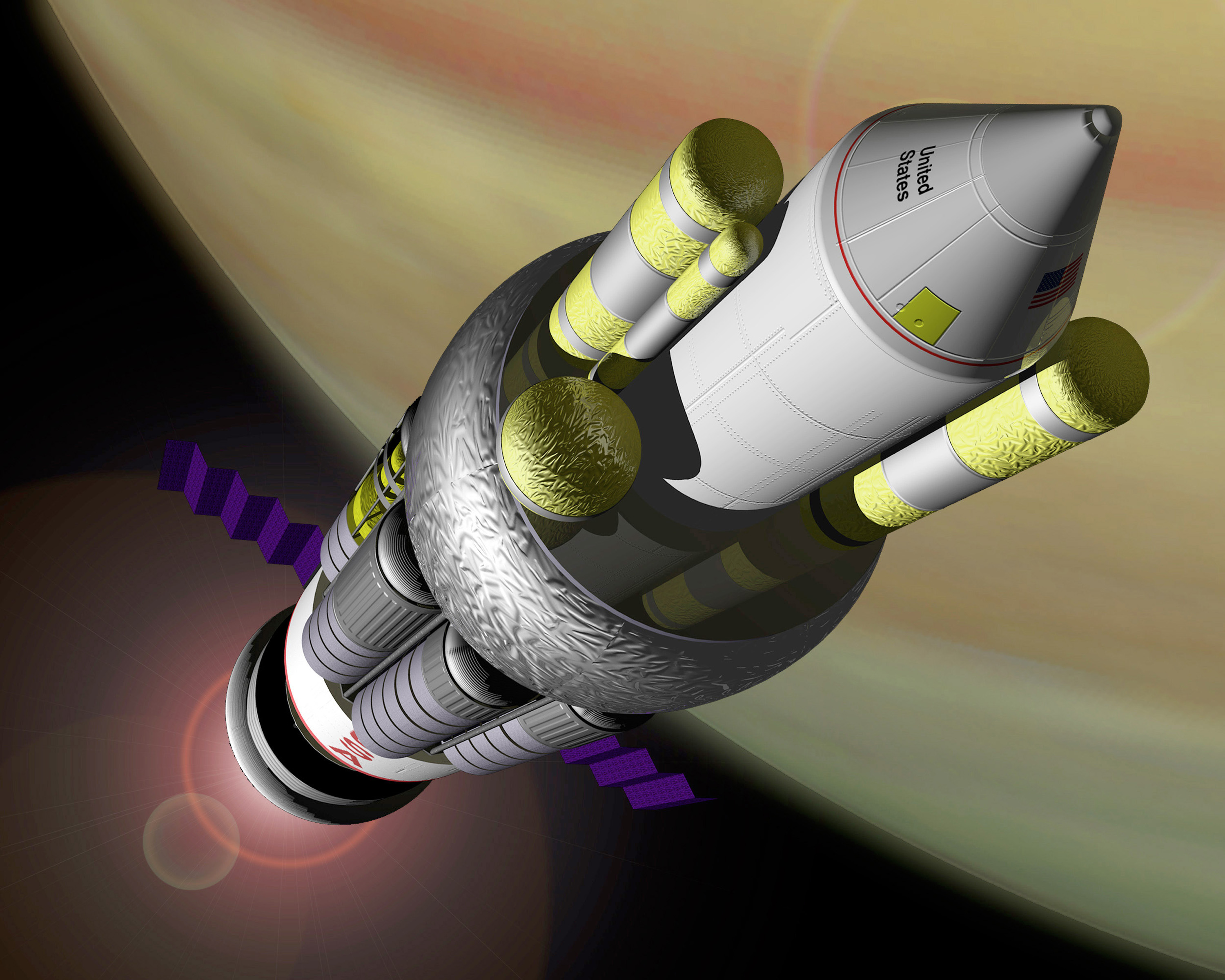
Рисунок корабля проекта «Орион»

«Орио́н» (англ. Orion) — проект пилотируемого ядерно-импульсного космического корабля («взрыволёт») для исследования межпланетного и межзвёздного пространства, разрабатывавшийся в США в 1950—1960-х годах.

## Принцип работы силовой установки
Двигатель корабля «Орион» — ядерно-импульсный, в основу его работы положено использование энергии ядерного взрыва. Из космического аппарата, в направлении, противоположном полёту, выбрасывается ядерный заряд небольшого эквивалента и подрывается на сравнительно малой дистанции от корабля (до 100 м). Заряд сконструирован таким образом, чтобы бо́льшая часть продуктов взрыва в виде расширяющегося плазменного фронта, движущегося с релятивистскими скоростями, была направлена в хвост космического корабля: где массивная отражающая плита принимает на себя импульс и передает его кораблю через систему амортизаторов (или без них — для беспилотных версий). От повреждения световой вспышкой, потоками гамма-излучения и высокотемпературной плазмой отражающая плита защищена абляционным покрытием из графитовой смазки, возобновляемым после каждого подрыва.

## История разработки
Впервые идею «Ориона» предложили Станислав Улам и Корнелиус Эверетт в Лос-Аламосе в 1955 году. Их концепция заключалась в следующем: взрывы водородных бомб, выбрасываемых из корабля, вызывали испарение дисков, выбрасываемых вслед за бомбами. Расширяющаяся плазма толкала корабль. Тед Тейлор, один из ведущих американских разработчиков ядерных и термоядерных зарядов развил этот проект далее. Зимой 1957 года Тейлор работал в компании General Atomics. Англо-американский физик Фримен Дайсон, работавший в Принстоне, согласился продолжить вместе с ним разработку этого проекта.
По проекту «Орион» проводились не только расчёты, но и натурные испытания. Это были лётные испытания моделей, движимых химическими взрывчатыми веществами. Модели называли «put-puts», или «hot rods». Несколько моделей было разрушено, но один 100-метровый полёт в ноябре 1959 года был успешен и показал, что импульсный полёт мог быть устойчивым. Модель высадилась на парашюте неповрежденной и находится в коллекции Смитсоновского национального музея авиации и космоса.

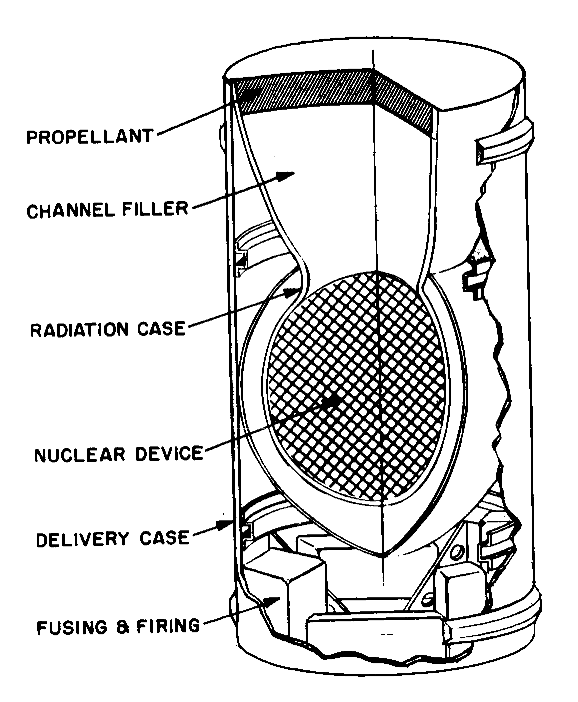
Схема ядерного заряда направленного действия, предполагаемого в качестве топливных элементов для «Ориона»

Аппарат имел форму пули и массу 133 кг. Позади аппарата, за плитой, произведено 6 взрывов зарядов тринитротолуола по 1,04 кг каждый. Для придания начальной скорости аппарат запускался из миномёта, для чего требовалось 4,52 кг пороха.
Также для исследования прочности тяговой плиты проведены испытания на атолле Эниветок. Во время ядерных испытаний на этом атолле покрытые графитом стальные сферы размещены в 9 м от эпицентра взрыва. Сферы после взрыва найдены неповреждёнными, тонкий слой графита испарился (аблировал) с их поверхностей.
Первоначально «Орион» предполагалось запускать с Земли, с атомного полигона Джекесс-Флетс, расположенного в Неваде. Аппарат должен был иметь форму пули для преодоления атмосферы Земли. Корабль устанавливался на 8 стартовых башнях высотой 75 м для того, чтобы не быть повреждённым от ядерного взрыва у поверхности. При запуске каждую секунду должен был производиться один взрыв мощностью 0,1 кт (мощность бомб, сброшенных на Хиросиму и Нагасаки, была равной 20 кт). После выхода из атмосферы каждые 10 секунд должна была взрываться одна 20-килотонная бомба. Цена запуска 1 килограмма полезной нагрузки должна была составлять 150 $.

## Межзвёздные «Орионы»
Чрезвычайно высокие характеристики тяги и удельного импульса ядерно-импульсных приводов позволили инженерам предполагать возможность их использования не только в межпланетных, но и в межзвёздных перелетах. Фримен Дайсон рассчитал, что корабль, приводимый в действие мегатонными термоядерными зарядами со скоростью истечения продуктов реакции порядка 3000—30 000 км/с, сможет развить максимальную скорость порядка 750—15 000 км/с, то есть до 5 % скорости света.
Разработаны две принципиальные модификации звездолёта: «Energy Limited» (с англ. — «энергетически-лимитированный») и «Momentum Limited»(с англ. — «импульсно-лимитированный»).
Проект «Energy Limited Orion Starship» представлял собой конструкцию с диаметром отражающей плиты около 20 км. Такие исполинские размеры необходимы для того, чтобы плита успевала остыть в промежутке между взрывами без расходования абляционных материалов или иных средств охлаждения. По расчётам, плита должна была представлять собой медную полусферу массой более 5 млн т, в толще которой тепло успевало бы эффективно распределяться и излучаться без разрушения конструкции.
Общая масса корабля, согласно расчётам, составляла 40 миллионов тонн, из них более 30 миллионов тонн приходилось на «топливо» — мегатонные заряды. Из оставшихся 10 миллионов тонн, пять приходилось на вес плиты, пять — на массу собственно конструкции и полезной нагрузки.
Подрывая за кормой по мегатонному заряду каждые 100 секунд (такой большой промежуток времени рассчитан на то, чтобы плита успевала остыть за счёт излучения), корабль мог бы разогнаться до 0,33 % скорости света (1000 км/с) приблизительно за 100 лет. На полёт к Альфе Центавра, которая предполагалась в качестве цели проекта, потребовалось бы порядка 1300 лет. Огромная вместимость корабля позволяла построить на его базе настоящий «корабль поколений», способный поддерживать воспроизводящуюся человеческую популяцию в искусственной среде всё время полёта.
Проект «Momentum Limited Orion Starship» более скромный по масштабам. Основное его отличие — абляционное охлаждение отражающей плиты посредством распыления на ней в промежутках между взрывами графитовой смазки. Хотя это существенно снижало полезную нагрузку (за счёт необходимости расходовать тысячи тонн графита), корабль получался гораздо компактнее и быстрее.
Расчётный диаметр плиты для корабля составлял всего 100 метров. Максимальная масса определялась как 400 тысяч тонн, из которых 300 тысяч тонн приходились на мегатонные заряды. Взрывая за кормой по мегатонному заряду каждые 3 секунды, корабль мог разгоняться сравнительно быстро. По расчётам Дайсона, при среднем ускорении в 1 g (9,8 м/с²), корабль мог бы разогнаться до скорости 10 000 км/с (3,3 % скорости света) за десять дней, и преодолеть расстояние до Альфы Центавра всего за 130 лет.
По расчётам Фримена, проект «Energy Limited Orion Starship» должен был стоить порядка 1 годового валового национального продукта США, что в ценах на 1968 год составляло порядка 3,67 триллионов долларов. Проект же «Momentum Limited Orion Starship» стоил вдесятеро дешевле.
Более поздние исследования показывают, что корабль, использующий термоядерный импульсный привод, мог бы потенциально разогнаться до 8 % скорости света (24 000 км/с). Гипотетический фотонно-импульсный корабль, использующий энергию аннигиляции материи-антиматерии для питания импульсного привода, мог бы разогнаться до 80 % скорости света.

## Дальнейшее развитие
Ряд современных проектов развивает идеи «Ориона» для перелётов в пределах Солнечной Системы. В частности, рассматривается возможность взрыволёта с магнитным отражением продуктов реакции (плазмы) вместо отражающей плиты, и с использованием магнитного сжатия небольших масс ядерного топлива вместо полноценных бомб (Миниатюрно-магнитный Орион).
В определённом смысле, дальнейшим развитием идей, заложенных в основу «Ориона», можно считать межзвёздный зонд «Дедал» с термоядерным импульсным двигателем, который в проекте должен достигнуть звезды Барнарда (5,91 световых лет) за 49 лет.

## Военные космические корабли на базе «Ориона»
- «Orion» battleship — инициативный концепт ядерно-импульсного боевого космического корабля, предложенный Фриманом Дайсоном в начале 1960-х. Предназначался для завоевания господства на околоземных орбитах и в межпланетном пространстве и нанесения ударов по объектам на поверхности Земли и других небесных тел. Комплектовался эскадрильей транспортных космолётов и большим арсеналом стратегических ядерных боеприпасов, вдобавок к 127 мм орудийным башням и боевым версиям направленных ядерных боезарядов. Не рассматривался всерьёз военными и не вышел за стадию эскизов и макета.
- Doomsday Orion — концепт сверхтяжёлой ядерно-импульсной баллистической ракеты, предложенной ВВС США, способной доставить к цели 1600-тонный термоядерный заряд мощностью до 8500 Мт. Не получил развития из‐за крайней неизбирательности поражения. При наземном подрыве носителя, согласно расчётам, остался бы кратер диаметром около 20 км и глубиной 2-3. Радиус сплошного поражения исчисляется, в этом случае, сотнями километров, частичного — тысячами. При взрыве же в тропопаузе радиус поражения увеличивался ещё больше, а электромагнитный импульс от взрыва, в любом случае, потенциально был способен вывести из строя электронику целого полушария и все спутники на околоземной орбите.

## Современное состояние проекта
Проект «Орион» закрыт в 1965 году и в настоящий момент не только не разрабатывается, но и не рассматривается в качестве потенциального направления создания двигателей для космических аппаратов.
Тем не менее, ядерные «взрыволёты», разрабатывавшиеся по программе «Орион», являются единственным типом межзвёздного корабля, который мог бы быть создан на основе имеющихся технологий и принести научные результаты в относительно недалеком будущем. Никакие другие технологически возможные на данном этапе типы двигателей для космических аппаратов не обеспечивают приемлемого времени для получения результатов (время полёта до ближайших звёзд будет исчисляться десятками тысяч лет). Наиболее перспективный, с точки зрения научной теории, космический корабль для межзвёздных перелётов — так называемый «фотонный звездолёт», в котором в качестве источника энергии используется аннигиляция материи и антиматерии, имеет ряд научных и технических проблем (получение и хранение существенного количества антиматерии и доставка его к двигателю, охлаждение зеркала и другое), к решению которых человечество на нынешнем этапе развития науки и технологии даже не в состоянии подступиться.
Позднее, в проекте Breakthrough Starshot был предложен способ разгона миниатюрных нанозондов при помощи светового паруса, энергия к которому подводится со стационарного источника вблизи точки отправления.

## В искусстве
Полная техническая реалистичность и высокий потенциал проекта «Орион» часто привлекали к нему внимание фантастов.
- В исходном сценарии фантастического фильма Космическая одиссея 2001 года, экспедиция к Юпитеру должна была быть отправлена на ядерно-импульсном корабле, но во избежание нежелательных параллелей между атомно-импульсным приводом и гонкой ядерных вооружений, сценарий был изменён в пользу изначальной версии из романа (неимпульсные ЯРД).
- «Footfall[англ.]» — в конце романа земляне запускают тяжёлый межпланетный боевой корабль, использовавший ядерные заряды как для движения, так и для накачки рентгеновских лазеров.
- В романе писателя Пола Андерсона «Орион взойдёт» (1983) предсказуемо фигурирует данный тип корабля.
- Мини-сериал «Вознесение», вышедший в эфир на телеканале Syfy в конце 2014 года, был вдохновлён «Проектом „Орион“» и особенностями «корабля поколений».
- Фотонные ракеты в творчестве А. и Б. Стругацких использовались для межпланетных сообщений в первой половине XXI века.
- В фильме «Столкновение с бездной» показан космический корабль, использующий в качестве основной силовой установки систему «Орион», но внешне весьма отдаленно напоминающую этот двигатель.